# Jesus, min Jesus, kom nära
Jesus, min Jesus, kom nära är en körsång från 1886 med text och musik av Herbert Booth. 

## Publicerad i
- Frälsningsarméns sångbok 1929 som nr 5 i körsångsdelen under rubriken "Bön".
- Frälsningsarméns sångbok 1968 som nr 5 i körsångsdelen under rubriken "Bön".
- Frälsningsarméns sångbok 1990 som nr 761 under rubriken "Bön".